# 奥迪Q4 e-tron
奥迪Q4 e-tron（Audi Q4 e-tron）是奥迪开发的一款电动紧凑型跨界SUV，是奥迪e-tron系列的第四款车型，2019年在日内瓦车展面世，2021年3月开始生产。2021年6月开始在欧洲销售，最初在德国的售价是€41,900。随后将在北美和中国上市。